# Herbert Haupt
Herbert Haupt (*Seeboden 28 februari 1947) is een Oostenrijks politicus (FPÖ/BZÖ). Hij was van 28 februari tot 21 oktober 2003 korte tijd vicekanselier van Oostenrijk in de coalitieregering van Wolfgang Schüssel.
Haupt was na zijn studie dierengeneeskunde aan de Universiteit van Wenen werkzaam als dierenarts. Politiek engageerde hij zich voor de Freiheitliche Partei Österreichs (FPÖ). Hij was op gemeentelijk en regionaal vlak actief voor de FPÖ, o.a. als lid van de gemeenteraad van Seeboden. Hij was ook enige tijd voorzitter van de FPÖ in Karinthië. Van 1986 tot 2000 was Haupt lid van de Nationale Raad. Van 1994 tot 1996 bekleedde hij de post van derde voorzitter van de Nationale Raad. Van 2002 tot 2004 was hij bondsvoorzitter van de FPÖ.
Van 24 oktober 2000 tot januari 2005 was Haupt bondsminister voor Sociale Voorzieningen in de kabinetten-Schüssel I en Schüssel II. Tussen februari en oktober 2003 was Haupt vicekanselier van Oostenrijk. In januari 2005 trad Haupt als minister af ten gunste van staatssecretaris Ursula Haubner, de zuster van de FPÖ-partijleider Jörg Haider. Hiermee kwam een einde aan zijn carrière in de actieve politiek. Nadien was hij de eerste Oostenrijkse Behindertenanwalt, een landsadvocaat die zich inzet voor de belangen van de mindervaliden in samenleving. In 2009 werd hij in die functie opgevolgd door Erwin Buchinger.
In april 2005 sloot Haupt zich aan bij de nieuwe partij van Jörg Haider, de Bündnis Zukunft Österreich (BZÖ). 
Zijn echtgenote, Renate Pirkner, overleed op 19 juni 2014 aan kanker. Haupt hertrouwd in 2016 met Ingrid Pibernig.